# ورزشگاه مرکزی پیاتیگورسک
ورزشگاه مرکزی پیاتیگورسک (به لاتین: Central Stadium) یک ورزشگاه در روسیه است که در Pyatigorsk, Russia واقع شده‌است.